# 房暉遠
房暉遠（?—?），字崇儒，恒山郡真定县（今河北省正定县）人，北齐至隋朝儒学者。
房暉遠世代家传儒学。幼时开始学习三礼、春秋三传、《诗经》、《书经》、《周易》，同时精通图緯。教授儒学，弟子有一千多人。北齐南陽王高綽担任定州刺史，召他为博士。北周武帝灭北齐，召他为小学下士。隋朝建立，担任太常博士。牛弘称他为「五经庫」，韋世康推荐他为太学博士。随郑译修正乐章。他的母亲去世，因守丧辞職。数年後，受位殄寇将軍，再任太常博士。被提拔为国子博士。
文帝命令通一经的国子生都要被推荐选拔任用。测试结束后，博士不能及时判定好坏。国子祭酒元善問其中原因，房暉遠说「江南、河北对经書的解释不同，博士不能两方面都精通方。学生都抓住对方的短处，称扬自己的优点。博士意見不能一致，所以迟迟未決」。元善于是让房暉遠判定。四五千人数日测试完毕，儒者都佩服房暉遠对经書解释博学通达。
文帝问群臣「古代以来天子有女乐吗？」楊素以下大臣不知，就说没有女乐。房暉遠回答「臣聞『窈窕淑女，鐘鼓乐之』。这就是王者房中的音乐，记载在《雅》《頌》不能说没有」。文帝非常高兴。
仁寿年間，在官任上去世，享年七十二岁，追贈員外散騎常侍。